# Can Burgada
Can Burgada és una obra del municipi de Tordera (Maresme) protegida com a bé cultural d'interès local. Fou una masia molt important, ja que feia la funció de "casa comú" en els termes de Vallmanya i Hortsavinyà.